# A44 (Groot-Brittannië)
De A44 is een 262 km lange hoofdverkeersweg in Engeland en Wales.
De weg verbindt Oxford via Woodstock, Chipping Norton, Evesham, Worcester, Bromyard. Leominster, Pembridge, Kington en Rhayader met Aberystwyth

## Hoofdbestemmingen

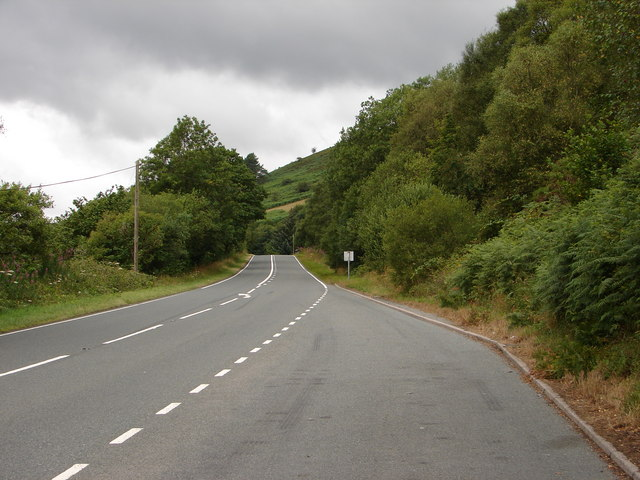
A44 at Penlon, near Pant Mawr, Powys

- Woodstock
- Chipping Norton
- Evesham
- Worcester
- Bromyard
- Leominster
- Pembridge
- Kington
- Rhayader
- Aberystwyth